# Szpic wilczy
Szpic wilczy (Szpic wilczasty lub wolfszpic) – rasa psa należąca do grupy szpiców i psów pierwotnych, zaklasyfikowana do sekcji szpiców europejskich. Zgodnie z klasyfikacją amerykańską należy do grupy psów użytkowych. Typ lisowaty.

## Rys historyczny
W XVIII wieku uważany był za „psa ludu” i symbolizował opór stawiany Wilhelmowi Orańskiemu. Rasa stanowi rezultat skrzyżowania szpica pomorskiego, samojeda i norweskiego elkhunda.

## Wygląd

### Budowa
Szpic wilczy ma krzepkie, średniej wielkości ciało.

### Szata
Sierść jest prosta i twarda w dotyku, podszerstek zaś miękki, gęsty i obfity.

### Umaszczenie
Umaszczenie jest szaro-srebrno-czarne (ogon często jest biały).

## Zachowanie i charakter
Szpic wilczy jest psem żywiołowym, wesołym, bardzo towarzyskim, lubi dzieci i zabawę. Jest psem pojętnym ale i upartym, stąd potrzeba cierpliwości w jego wychowaniu.

## Zdrowie i pielęgnacja
Długa sierść szpica wilczego nie wymaga częstego czesania. Psy tej rasy są narażone na alergie skóry oraz niedoczynność tarczycy. Wymagają zapewnienia ruchu, kłopotliwe może być ich głośne szczekanie. W wyniku właściwego szkolenia zdobywają dobre wyniki w konkursach posłuszeństwa. Surowość opiekuna prowadzi do agresywnych zachowań psa.